# Parque Nacional Baritú
O Parque Nacional Baritú se encontra no Departamento de Santa Victoria, na Província de Salta, Argentina. Foi criado em 1974 e possui 72.439 hectares no território.